# Specie di Udubidae
Di seguito sono descritte tutte le 12 specie della famiglia di ragni Udubidae note al gennaio 2016.

## Campostichomma
Campostichomma Karsch, 1892
- Campostichomma manicatum Karsch, 1892 — Sri Lanka

## Raecius
Raecius Simon, 1892
- Raecius aculeatus Dahl, 1901 — Congo
- Raecius asper (Thorell, 1899) — Camerun, Isola di Bioko (Golfo di Guinea)
- Raecius congoensis Griswold, 2002 — Congo
- Raecius crassipes (L. Koch, 1875) — Etiopia
- Raecius jocquei Griswold, 2002 — Costa d'Avorio
- Raecius scharffi Griswold, 2002 — Tanzania

## Uduba
Uduba Simon, 1880
- Uduba dahli Simon, 1903 — Madagascar
- Uduba evanescens (Dahl, 1901) — Madagascar
- Uduba madagascariensis (Vinson, 1863) — Madagascar

## Zorodictyna
Zorodictyna Strand, 1907
- Zorodictyna inhonesta (Simon, 1906) — Madagascar
- Zorodictyna oswaldi (Lenz, 1891) — Madagascar